# Andreas Audretsch

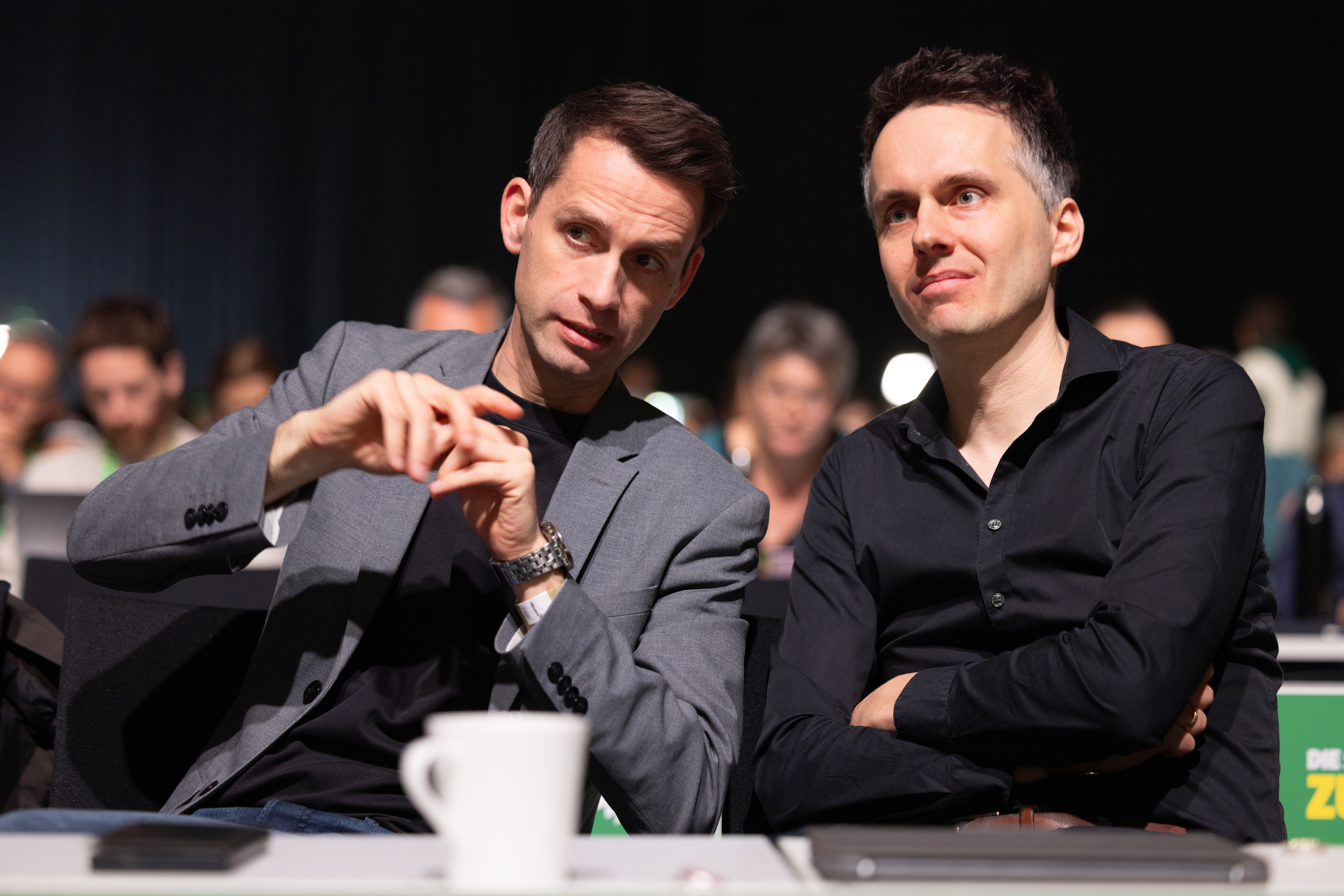
Andreas Audretsch (links, 2025)

Andreas Audretsch (* 25. Juni 1984 in Stuttgart) ist ein deutscher Politiker (Bündnis 90/Die Grünen), Politikwissenschaftler, Hörfunkjournalist und Autor. Er ist seit 2021 Mitglied des Deutschen Bundestages, seit Mai 2022 stellvertretender Vorsitzender der Bundestagsfraktion Bündnis 90/Die Grünen. Bei der Bundestagswahl 2025 war er deren Wahlkampfleiter.

## Leben und Beruf
Andreas Audretsch studierte von 2004 bis 2006 Politikwissenschaft mit den Nebenfächern Soziologie und Publizistik an der Universität Münster, was er bis 2008 an der Freien Universität Berlin und der Universität Potsdam fortsetzte. Von 2008 bis 2010 promovierte Audretsch bei Harald Fuhr an der Universität Potsdam zum Dr. rer. pol. mit der Arbeit Zur Entstehung von Good Governance. Daneben arbeitete er von 2006 bis 2015 als Hörfunkjournalist unter anderem für Deutschlandradio und den ARD-Hörfunk, darunter auch der RBB. Diese Tätigkeit führte er ab 2009 nebenberuflich aus, weil er ab diesem Zeitpunkt bis 2015 im Deutschen Bundestag als Referent arbeitete. In den Jahren 2013 und 2014 hatte er zudem einen Lehrauftrag an der Universität Lüneburg. Von 2015 bis 2021 arbeitete er als Pressesprecher und im Bereich der politischen Kommunikation für das Bundesministerium für Wirtschaft und Energie, das Bundespräsidialamt und das Bundesministerium für Familie, Senioren, Frauen und Jugend.
Im Juni 2020 veröffentlichte er gemeinsam mit der Historikerin Claudia Gatzka das Buch Schleichend an die Macht. Wie die Neue Rechte Geschichte instrumentalisiert, um Deutungshoheit über unsere Zukunft zu erlangen über den „massiven Angriff der Neuen Rechten auf unsere liberale Demokratie“. Im Mai 2022 erschien sein Buch Zusammen Wachsen. Eine neue progressive Bewegung entsteht.

## Politische Tätigkeiten

### Partei
Audretsch ist seit 2011 Mitglied bei Bündnis 90/Die Grünen, nachdem er sich bereits seit 2009 bei diesen engagiert hatte. Von 2013 bis 2016 war er Mitglied im Vorstand und Sprecher des Vorstandes der Grünen in Berlin-Neukölln. Von 2015 bis 2016 war er Mitglied im Parteirat der Grünen von Berlin. Von 2016 bis 2021 war er Mitglied im Landesvorstand von Bündnis 90/Die Grünen Berlin.

### Bundestagswahl 2021
Bei der Bundestagswahl 2021 kandidierte er im Bundestagswahlkreis Berlin-Neukölln, wo er mit 19,9 % der Erststimmen den zweiten Platz hinter Hakan Demir (SPD; 26,0 %) erreichte und das Direktmandat verpasste. Er zog jedoch über den vierten Platz der Landesliste Berlin seiner Partei in den 20. Deutschen Bundestag ein. Er ist ordentliches Mitglied im Ausschuss für Arbeit und Soziales sowie stellvertretendes Mitglied im Gemeinsamen Ausschuss, Vermittlungsausschuss und Haushaltsausschuss. Seit Mai 2022 ist er stellvertretender Fraktionsvorsitzender von Bündnis 90/Die Grünen im Deutschen Bundestag für die Themen Finanzen, Haushalt, Wirtschaft, Arbeit und Soziales.

### Bundestagswahl 2025
Für die Bundestagswahl 2025 wurde Audretsch erneut als Direktkandidat in Berlin-Neukölln aufgestellt. Außerdem wurde er auf Platz zwei der Landesliste Berlin seiner Partei gewählt, nachdem sein parteiinterner Konkurrent Stefan Gelbhaar nach, wie später bekannt wurde, mutmaßlich fälschlich erhobenen Vorwürfen der sexuellen Belästigung auf eine erneute Kandidatur verzichtet hatte. Im Wahlbezirk Berlin-Neukölln wurde Audretsch mit 11,1 % der Stimmen nur Fünfter, zog über den Listenplatz neben Lisa Paus jedoch in den Bundestag ein.
Im 21. Deutschen Bundestag ist Audresch Stellvertretendes Mitglied in folgenden Ausschüssen:
- Haushaltsausschuss
- Ausschuss für Arbeit und Soziales

## Politische Positionen
Bei der Bundestagswahl 2021 setzte Audretsch seinen Schwerpunkt auf Arbeit und Soziales, den Kampf gegen Rechtsextremismus und für die „Eine Welt“. Zudem plädierte er dafür, dass der Berliner Mietendeckel bundesgesetzlich ermöglicht, der Kündigungsschutz verschärft und Mieterstrom ermöglicht wird. Außerdem setzte er sich für die Abschaffung von Arbeitslosengeld II und eine existenzsichernde Garantiesicherung ein. Ebenfalls ist er der Meinung, dass der Mindestlohn auf zwölf Euro angehoben werden (Mindestlohn 2025: 12,82 Euro) und prekäre Arbeit beendet werden soll. Für den „Kampf gegen Rechts“ schlägt er ein Demokratieförderungsgesetz vor.

## Mitgliedschaften
Seit 2012 ist Audretsch Mitglied bei Ver.di. Seit 2017 ist er Policy Fellow im Think-Tank „Das Progressive Zentrum“.

## Privates
Audretsch lebt seit 2006 in Berlin-Neukölln.

## Veröffentlichung
- Schleichend an die Macht. Wie die Neue Rechte Geschichte instrumentalisiert, um Deutungshoheit über unsere Zukunft zu erlangen; in Zusammenarbeit mit Claudia Gatzka, Dietz Verlag, Juli 2020, ISBN 3-8012-0582-7
- Zusammen Wachsen. Eine neue progressive Bewegung entsteht, Dietz Verlag, Mai 2022, ISBN 978-3-8012-0633-8